# 内梅特·若尔特
内梅特·若尔特（匈牙利語：Németh Zsolt，1970年4月15日—），匈牙利前男子水球运动员。他曾代表匈牙利国家队参加1996年夏季奥林匹克运动会水球比赛，结果获得第四名。